# Iwan Tschernjawskyj
Iwan Tschernjawskyj (ukrainisch Іван Чернявський, engl. Transkription Ivan Chernyavskyy; * 4. August 1930 in Kuziwka, Ukrainische SSR; † 1. März 2001) war ein ukrainischer Langstreckenläufer, der für die Sowjetunion startete.
Tschernjawskyj wurde in eine Großfamilie im Dorf Kuziwka im Rajon Smila der Oblast Tscherkassy hineingeboren.
Bei den Olympischen Spielen 1956 wurde er Sechster über 10.000 m und Zehnter über 5000 m.
1957 gewann er bei den Weltfestspielen der Jugend und Studenten Bronze über 10.000 m.

## Persönliche Bestzeiten
- 5000 m: 14:03,4 min, 5. Oktober 1955, Kiew
- 10.000 m: 29:14,6 min, 2. Oktober 1955, Kiew